# Đặng Văn Anh
Đặng Văn Anh (30/05/1921-1998), có biệt danh là Kim Kê hay Phi Vân Nhạn, quê quán xã Phước Vân, huyện Cần Đước, tỉnh Chợ Lớn cũ (nay là tỉnh Long An), là một võ sư Việt Nam, người sáng lập môn phái Kim Kê vào năm 1955. Ông sinh ra trong một gia đình thuộc dòng dõi võ thuật từ đời cụ cố Đặng Văn Thơ đến ông nội Đặng Văn Chương và cha là Đặng Văn Tưởng, đều là võ sư. Con trai ông là Đặng Kim Anh, hiện đang nối nghiệp ông, là chưởng môn phái Kim Kê.

## Giai thoại về cuộc đời
Từ nhỏ, Đặng Văn Anh đã ham mê quyền cước. Có truyện rằng, năm ông 9 tuổi, trong một lần theo chú đi coi hát bộ ở đình làng, người chú xích mích với đám trai làng và đã xảy ra đụng độ. Hình ảnh người chú hạ gục đám thanh niên hơn chục người lúc đó đã gieo vào tâm trí ông sự cảm phục và niềm đam mê với võ thuật. Năm 12 tuổi, ông bái sư nhận bố ông, Đặng Văn Tưởng, là một võ sư phái Tây Sơn Nhạn làm sư phụ. Ngoài học võ với bố và ông nội, ông còn được thọ giáo với các võ sư nổi tiếng do bố ông mời về dạy. Ông được mọi người biết đến với biệt danh "Hai Thép".
Khi còn sống ông có nói võ thuật tuy phát triển hơn xưa nhưng tỏ ra ý không vừa lòng với môn sinh thời nay, không chịu khó như xưa nữa. Lúc sinh thời ông còn nói:
| “ | Đòn thế hay đẹp là do người thực hiện chứ không có riêng đòn thế này hoặc đòn thế kia đẹp. | ” |

## Lập Kim Kê môn
Kim Kê môn bắt nguồn từ phái Tây Sơn Nhạn, một môn phái lâu đời có nguồn gốc xuất phát từ Trung Quốc từ đời Mãn Thanh năm 1644 đến năm 1911 kế thừa từ hai đại môn phái Thiếu Lâm và Võ Đang. Cũng từ sự ra sáng lập của phái Kim Kê mà ông đã được mệnh danh là Phi Vân Nhạn.
Năm 1942, Đặng Văn Anh là học trò của đại võ sư Bùi Văn Hóa (1894-1958) (tức thầy Chín Hóa) - trưởng môn phái Tây Sơn Nhạn. Sau khi võ sư Nguyễn Văn Mách kế thừa vị trí trưởng môn của phái Tây Sơn Nhạn, ông Đặng Văn Anh đã tách ra và lập võ đường riêng, tự là Kim Kê môn (1955). Phái Kim Kê còn có tên gọi khác là "Thiếu Lâm nội quyền Kim Kê - Tây Sơn Nhạn", tuy nhiên vẫn còn nhiều tranh cãi về tên gọi này.
Hiện nay đang có tranh trấp về việc ai là chưởng môn của môn phái Tây Sơn Nhạn. Tranh chấp giữa hai dòng hậu thế của phái Tây Sơn Nhạn là Đặng Kim Anh (con trai của cố võ sư Đặng Văn Anh) và Tô Đình Thanh (học trò cố võ sư Nguyễn Văn Mách). Hai bên đều nói bên kia là mạo danh.

## Tên gọi "Kim Kê"
"Kim Kê" nghĩa là "gà vàng", có 2 điển tích về tên gọi này:
1. Tên gọi Kim Kê do tổ sư Kim Kê môn Đặng Văn Anh lấy cảm hứng từ thế võ Kim Kê độc lập trong bài Mai hoa quyền của Thiếu Lâm Tây Sơn nhạn;
2. Theo võ sư Đặng Kim Anh, hồi nhỏ bố ông rất mê gà, tâm đắc những đặc tính của gà. Kim Kê biểu tượng cho sự thịnh vượng, trang trọng, nghiêm túc, và gà trống còn là sự thể hiện chí khí nam nhi, đại trượng phu.[2]

Năm 1945, Đặng Văn Anh mở võ đường Kim Kê và điều trùng hợp là nam môn sinh có tên bắt đầu từ chữ Kê như Kê Hoàng Long, nữ môn sinh có tên bắt đầu từ chữ Kim như Kim Ngọc.

## Những cống hiến cho võ thuật Việt Nam
Võ sư Đặng Văn Anh là thành viên của Tổng cuộc Quyền thuật Việt Nam và là đồng sáng lập Tổng hội Võ học Việt Nam tại Sài Gòn trước năm 1975. Năm 1979, ông tham gia hoạt động võ thuật tại Trung tâm Thể dục Thể thao quận 1 cùng với Hồ Văn Lành và Quách Văn Phước. Năm 1993, tại hội nghị chuyên môn của Liên đoàn võ thuật cổ truyền Việt Nam, ông đã giới thiệu bài Tứ linh đao do võ sư Hồ Tường sáng tạo. Ông Hồ là người của môn phái Tân Khánh Bà Trà. Ông còn giới thiệu bài Mai hoa quyền du nhập vào Việt Nam năm 1930.